# Fusil RT-20
El RT-20 (en croata: Ručni Top 20, Cañón de mano de 20 mm), es un fusil antimaterial y de francotirador croata que fue diseñado por la compañía Metallic en Rijeka a mediados de la década de 1990 y distribuido por la empresa  RH-Alan, siendo adoptado por el Ejército Croata. Fue ideado con el objetivo de destruir las miras térmográficas de los tanques serbios M-84 y T-72.

## Descripción
El RT-20 es un fusil de cerrojo monotiro, de calibre 20 mm. Después de cada disparo, debe ser recargado. Debido a su gran calibre, es uno los fusiles antimaterial más potentes empleados actualmente por país alguno, siendo comparable al Denel NTW-20 sudafricano y al Vidhwansak indio, con la única diferencia que el RT-20 no tiene retroceso.

## Historia y desarrollo
Una característica singular de esta arma es su tubo reactivo antiretroceso, situado sobre el cañón. Este tubo dirige parte de los gases del disparo hacia atrás, de la misma forma que un cañón sin retroceso o un lanzacohetes.
Este sistema es rara vez empleado en armas ligeras, además de tener ciertas desventajas. No puede ser disparado en espacios estrechos, como por ejemplo columnas y paredes detrás del arma. Otra posible desventaja sería que el contrafogonazo puede ser detectado por el enemigo, comprometiendo la ubicación del francotirador.
En el caso del RT-20, estas desventajas no demostraron ser tan relevantes como en un fusil antitanque, ya que la parte del gas desviado a través de la boquilla Venturi es mucho menor que aquella que sale por la boca del cañón.
Otra característica que distingue al RT-20 de otros fusiles pesados de francotirador es que tanto la mira telescópica como la manija del cerrojo están ubicados en el lado izquierdo del fusil. También debe observarse que el alcance efectivo de este fusil depende del tipo del blanco.
Al emplear el cartucho 20 x 110, este fusil dispara una bala de 130 g (2006 granos) con una velocidad de boca de 850 m/s, produciendo una energía de 46.962,5 J. En otras palabras, puede perforar el blindaje de cualquier TBP moderno a una distancia de 800 metros.